# Richard Beauchamp (1382-1439)
Richard Beauchamp, XIII conde de Warwick (25 o 28 de enero de 1382-30 de abril de 1439) fue un noble y militar inglés.

## Primeros años
Richard Beauchamp nació en Salwarpe en Salwarpe, Worcestershire, siendo sus padres Thomas Beauchamp, XII conde de Warwick y Margaret Ferrers, hija de William Ferrers, III barón Ferrers de Groby. Su padrino fue el rey de Ricardo II de Inglaterra.
Fue nombrado caballero en la coronación de Enrique IV de Inglaterra y sucedió a su padre como conde de Warwick en 1401.

## Rebelión de Gales
Pronto alcanzó la mayoría de edad y tomó las responsabilidades del condado. Luchó en la rebelión de Gales, defendiendo el dominio inglés contra Owain Glyndŵr. El 22 de julio de 1403, un día después de la batalla de Shrewsbury, fue hecho caballero de la Orden de la Jarretera.
El verano de 1404, partió liderando un ejército de lo que hoy es Monmouthshire. Luchó en la Batalla de Mynydd Cwmdu, cerca del castillo de Tretower, unas millas al oeste de Crickhovell; casi capturan a Owain Glyndwr, peor tomó su estandarte y mandó a las fueras galesas a huir. Fueron perseguidos por el Valle del río Usk, donde consiguieron reagruparse  y cambiaron el rumbo en un intento de perseguir y emboscar a las fuerzas inglesas. Después de una escaramuza en Craig y Dorth, una colina cerca de Mitchel Troy, persiguieron a los ingleses hasta Monmouth.

## Caballero y peregrino

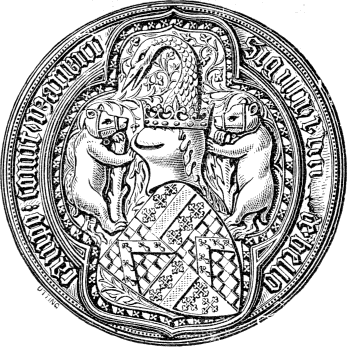
Sello de Richard Beauchamp, conde de Warwick

Warwick adquirió una buena reputación como caballero, y cuando en 1408 partió de peregrinaje a Tierra Santa, fue retado varias veces a combates deportivos, que eran populares en ese momento. En su viaje de regreso, fue a Rusia y a Europa del este, no regresó a Inglaterra hasta 1410.

## Soldado del rey
En 1410, fue nombrad miembro del concilio real, y en 1413 fue nombrado Lord Gran Mayordomo de la coronación del príncipe Hal como Enrique V de Inglaterra. Al año siguiente, ayudó a sofocar el levantamiento de los Lolardos, más tarde fue enviado a Normandía como capitán de Calais y fue representante de Inglaterra en el Concilio de Constanza.
El gastó mucho tiempo de la siguiente década luchando en la Guerra de los Cien Años. En 1419, fue nombrado conde de Aumale, como parte de la política del rey de dar títulos normandos a sus nobles. Fue nombrado maestro de la caballería.

## Responsabilidades
El testamento de Enrique V encomendaba a Warwick la educación del joven Enrique VI de Inglaterra. Su deber requería que viajase entre Inglaterra y Normandía. En 1437, el Consejo Real consideró que la labor de Warwick estaba terminada y fue nombrado teniente de Francia y Normandía. Permaneció en Francia por los siguientes dos años.

## Matrimonio e hijos
Antes del 5 de octubre de 1397, Warwick se casó en primeras nupcias con Elizabeth de Berkeley (n. ca.1386 – 28 de diciembre de 1422) la hija de Thomas de Berkeley, V barón Berkeley y Margaret de Lisle, III baronesa de Lisle. Juntos tuvieron tres hijas:
- Lady Margaret Beauchamp (1404–1468), casada con John Talbot, I conde de Shrewsbury, cuyo tataranieto, John Dudley, fue nombrado conde de Warwick.
- Lady Eleanor Beauchamp (1407–1467), casada con Thomas de Ros, VII barón de Ros, y con Edmund Beaufort, II duque de Somerset.
- Lady Elizabeth Beauchamp (1417–1480), casada con George Neville, I barón Latimer, y Thomas VI Wake de Blisworth (1435–1476).

Warwick volvió a casar con Lady Isabel le Despenser (26 de julio de 1400 – 1439), hija de Thomas le Despenser, conde de Gloucester, y Constanza de York. Con ella, que era también viuda de su primo Richard Beauchamp, conde de Worcester, tuvo los siguientes hijos:
- Henry Beauchamp (1425-1446), quien sucedió a su padre como conde de Warwick, y más tarde se elevó su título a duque. Se casó con Cecilia Neville, hija de Richard Neville. Tuvieron una sola hija Anne Beauchamp, XV Condesa de Warwick, fallecida en la infancia.
- Ana Beauchamp, quien llegaría a ser XVI condesa de Warwick, tras la muerte de Henry y su hija. Ana se casó con Richard Neville, el Hacedor de Reyes, primogénito de Richard Neville, V conde de Salisbury —por tanto cuñado de Henry—, y más tarde XVI conde de Warwick jure uxoris. Tuvieron dos hijas, que emparentaron con la realeza: Isabel Neville (1451-1476), casada con Jorge Plantagenet, duque de Clarence (1449-1478) y Ana Neville (1456-1485), primero viuda de Eduardo de Westminster, príncipe de Gales, y más tarde consorte de Ricardo III (1483-1485).

## Muerte y funeral

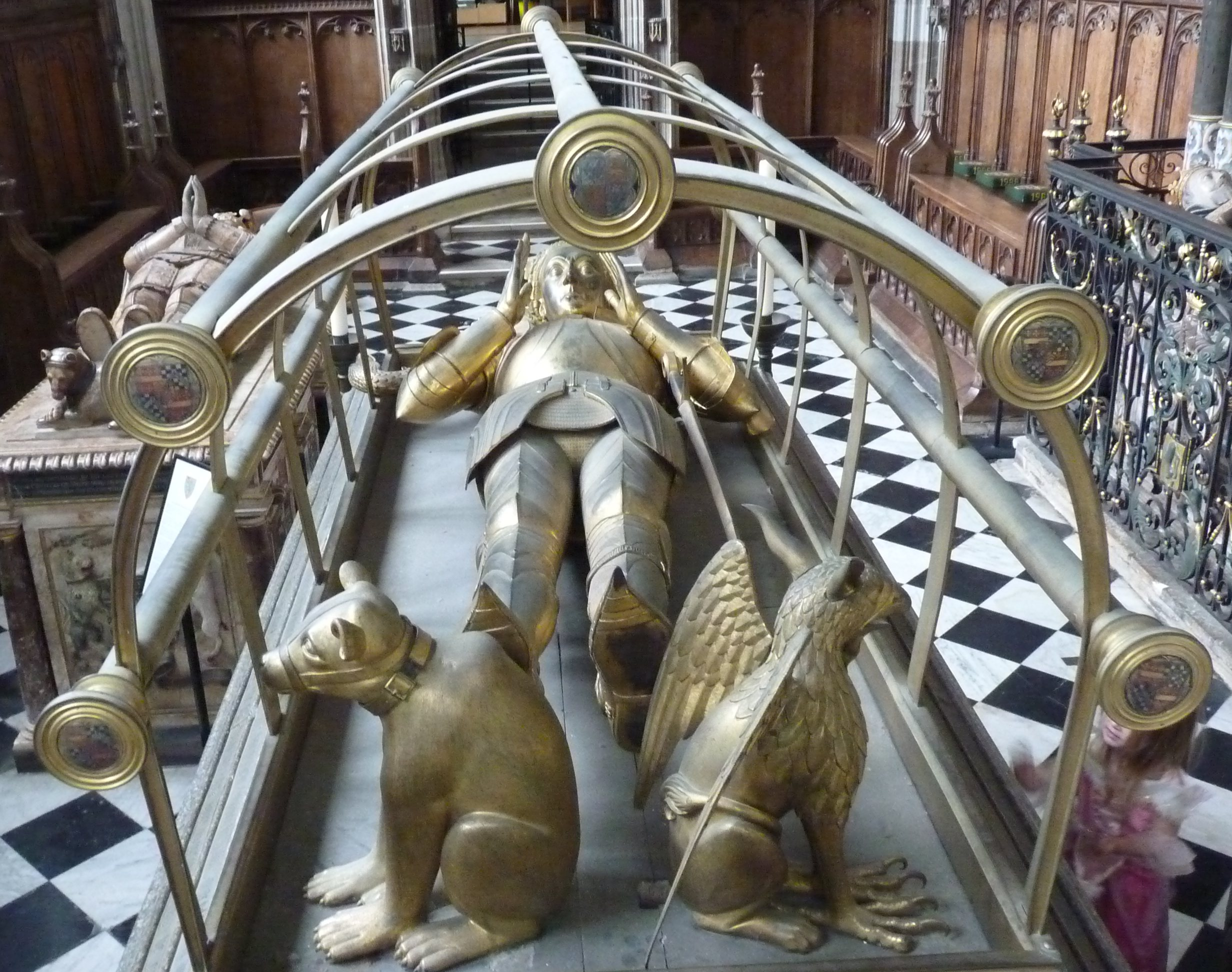
Egifie del conde de Warwick en la Capilla Beauchamp, Iglesia de St. Mary, Warwucj. Es una escultura de bronce del moldeada y esculpida por William Austen de Londres, y pulida y grabada por Batholomew Lambespring, un orfebre holandés

Se hizo la voluntad de Richard Beauchamp en el castillo de Caversham, Oxfordshire (ahora Berkshire), una de sus residencias favoritas. La mayor parte de su propiedad estaba vinculada, pero una parte libre de estas restricciones con una parte de la cual estableció un fideicomiso. Tras pagar sus deudas, el fideicomiso dotó a la colegiata de la IGlesia de St. Mary, Warwick, donde se construyó una nueva capilla. También dotó a las capillas del castillo de Elmley y Guy's Cliffe, e hizo un donativo a la abadía de Tewkesbury.
Beauchamp murió en Rouen, Normandía, el 30 de abril de 1439. Tras completar la capilla en 1475, su cuerpo fue traslado allí, donde le colocaron una gran efigie de Bronce.